# Bauchige Zwerghornschnecke
Die Bauchige Zwerghornschnecke (Carychium minimum), auch Bauchige Zwergschnecke ist eine sehr kleine Schneckenart aus der Familie der Zwerghornschnecken (Carychiidae) in der Ordnung der Lungenschnecken (Pulmonata).

## Merkmale
Das spindelförmige bis eiförmige Gehäuse ist 1,6 bis 2,2 mm hoch und 0,9 bis 1,1 mm breit. Die 4½, nur schwach gewölbten Umgänge nehmen rasch zu und geben dem Gehäuse eine bauchige Gestalt, d. h., es ist vergleichsweise breit. Die Mündung steht schräg zur Windungsachse. Der Mundsaum ist nach außen leicht umgeschlagen und innen durch eine Lippe verdickt. Von der Außenlippe ragt ein niedriger, aber breiter Zahn in die Mündung hinein. An der Innenlippe ist eine Spindel- und eine Parietallamelle ausgebildet, von denen sich letztere bis tief in das Gehäuse hinein erstreckt. Beim frischen Gehäuse ist sie, auf der linken Spindelseite liegend, durch die Schale hindurch sichtbar. Die Lamelle hat ein einfaches, s-förmiges Profil. Das Gehäuse ist farblos und beim lebenden Tier nahezu durchsichtig, die Oberfläche glänzend. Nicht mehr frische Gehäuse sind milchig-weiß mit matter Oberfläche. Die Oberfläche ist sehr fein gestreift, selten auch deutlicher gerippt.
Der Körper der Tiere ist weißlich, die Organe scheinen durch. Die als dunkle Flecke gut erkennbaren Augen sitzen an der Basis der konisch geformten Fühler. Das zweite (untere) Fühlerpaar ist dagegen nur rudimentär ausgebildet.

### Ähnliche Arten
Das Gehäuse der Bauchigen Zwerghornschnecke ist nicht so schlank wie das Gehäuse der Schlanken Zwerghornschnecke (Carychium tridentatum); der Höhen-/Breiten-Index ist kleiner als 2 (bei der Schlanken Zwerghornschnecke >2). Die Bauchige Zwerghornschnecke benötigt auch feuchtere Biotope.

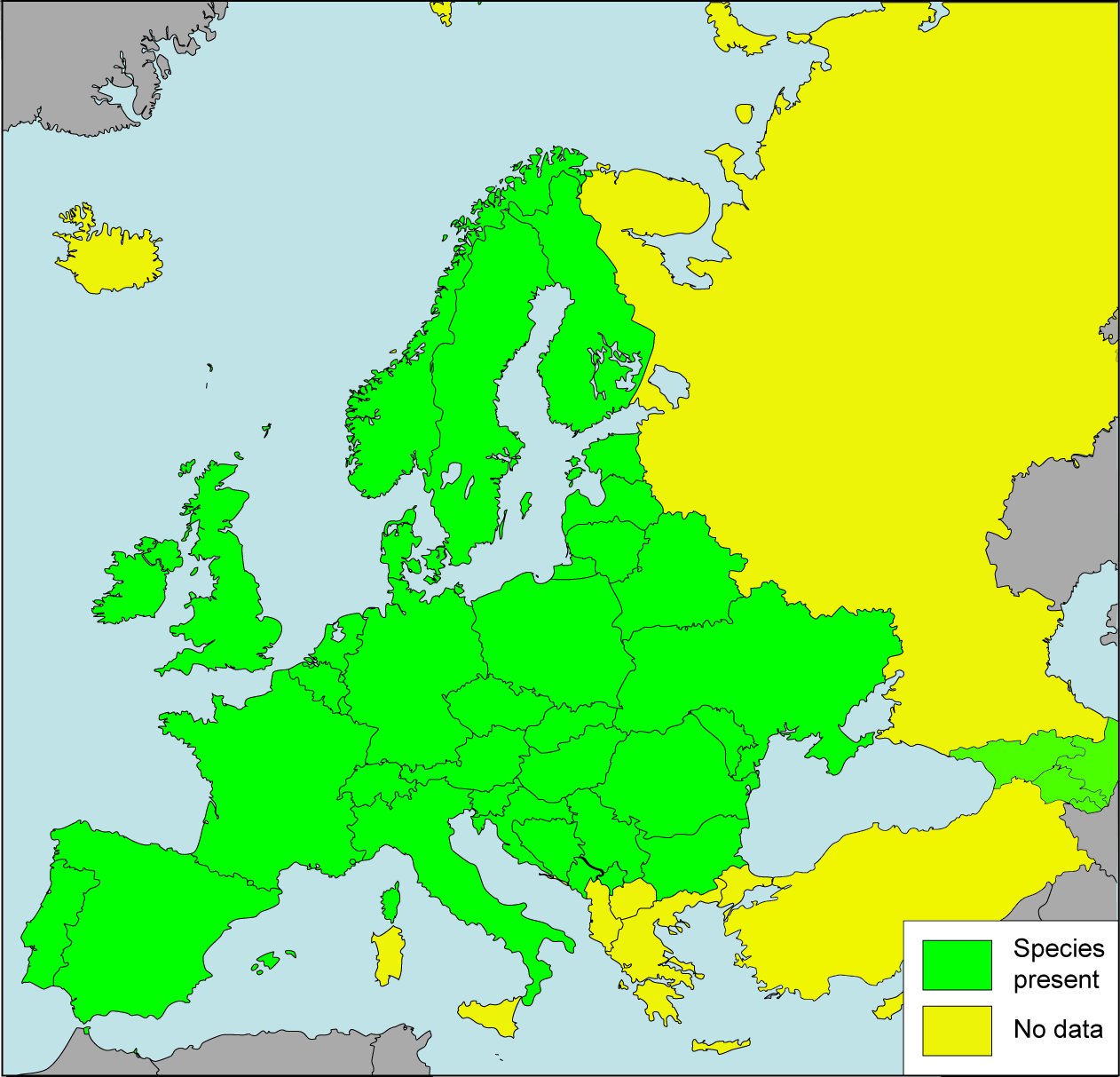
Verbreitungskarte. Es werden die Länder insgesamt gezeigt, in denen Carychium minimum vorkommt!

## Geographische Verbreitung, Lebensraum und Lebensweise
Das Verbreitungsgebiet erstreckt sich über Eurasien. In Europa fehlt sie jedoch in den südlichen Teilen des Mittelmeergebietes. Im Norden Europas erstreckt sich das Verbreitungsgebiet bis jenseits des 60° Breitengrades. Dort ist sie aber sehr selten und auf die Küstengebiete beschränkt. Die Bauchige Zwerghornschnecke ist auch aus der Türkei bekannt, allerdings bisher nur von einer einzigen Lokalität (Konya). In Israel kommt sie am See Genezareth vor. Sie wurde anthropogen nach Nordamerika verschleppt.
Die Art bewohnt bevorzugt permanent nasse Lebensräume wie Sümpfe, Feuchtwiesen, feuchte Flusstäler und Talwiesen, Auwälder und die Uferbereiche von (Still-)Gewässern von der Ebene bis in untere Gebirgslagen, in der Schweiz bis 1800 m. Sie lebt unter Steinen, Pflanzen, auch untergetauchten Objekten wie Holzstämmen und Ästen sowie in feuchtem Laub und morschem, feuchten Holz.
Sie toleriert kein Austrocknen ihrer Lebensräume und reagiert daher empfindlich auf sinkende Grundwasserstände und Drainagen. Sie überlebt dagegen sogar länger andauernde Überflutungen ihrer Lebensräume.
Die Bauchige Zwerghornschnecke bildet drei bis vier Generationen im Jahr.

## Gefährdung
Die Bauchige Zwerghornschnecke ist in Deutschland nicht gefährdet, die Bestände sind jedoch in Bayern rückläufig. Sie steht dort auf der Vorwarnliste. In Großbritannien und Irland zeigt die Art keine Bestandsrückgänge und ist tolerant gegen menschliche Eingriffe in ihr Habitat, sofern Austrocknung vermieden wird.

## Taxonomie
Die Art wurde 1774 von Otto Friedrich Müller aufgestellt. Es ist die Typusart der Gattung Carychium Müller, 1773, die ein Jahr zuvor aufgestellt wurde. 2012 wurde die Art Carychium mariae Paulucci, 1878 als jüngeres Synonym der Zwerghornschnecke erkannt. Manche Autoren unterscheiden zwei Untergattungen innerhalb der Gattung Carychium, die Nominatuntergattung Carychium (Carychium) und Carychium (Saraphia) Risso, 1926. In dieser weitergehenden Untergliederung wird Carychium minimum zur Nominatuntergattung gestellt.

## Gefährdung
Die Art ist in Deutschland nicht gefährdet.

## Belege

### Online
- Animal Base - Carychium minimum Müller, 1773